# 龙井乡 (信阳市)
龙井乡，是中华人民共和国河南省信阳市平桥区下辖的一个乡镇级行政单位。

## 行政区划
龙井乡下辖以下地区：
兴龙社区、北雷村、胡沟村、洪山寺村、范山村、沿淮村、烧盆店村、屈岗村、齐店村、地塘村、李堂村、龙井村、冯大塘村、南雷村和汪岗村。